# Premi Unión de Actores a la millor actriu protagonista de cinema
El Premi a la millor actriu protagonista en la seva secció de cinema lliurat per la Unión de Actores reconeix la millor interpretació d'una actriu principal dins d'una pel·lícula. Es ve lliurant des de 2002, ja que entre 1991 i 2001 es va lliurar un únic premi al millor interpretació protagonista, sense distingir entre masculina i femenina.

## Dècada del 2000
| Ganyadora | Candidates                                         | |
| 2002      | 2002                                               | 2002 |
| --------- | -------------------------------------------------- | --- |
|           | Mercè Sampietro per Liliana Rovira Lugares comunes | - Natalia Verbeke per Paula a El otro lado de la cama - Leonor Watling per Elvira a A mi madre le gustan las mujeres    |
| 2003      |                                                    | |
|           | Laia Marull per Pilar a Te doy mis ojos            | - Candela Peña per Carmen a Torremolinos 73 - Adriana Ozores per Amparo a La suerte dormida                             |
| 2004      |                                                    | |
|           | Adriana Ozores per Tere a Héctor                   | - Ana Belén per Hortensia a Cosas que hacen que la vida valga la pena - Pilar Bardem per María Zambrano a María querida |
| 2005      |                                                    | |
|           | Candela Peña por Caye en Princesas                 | - Adriana Ozores per Pilar a Heroína - Nathalie Poza per Ana a Malas temporadas                                         |
| 2006      |                                                    | |
|           | Penélope Cruz per Raimunda a Volver                | - Marta Etura per Paula a AzulOscuroCasiNegro - Maribel Verdú per Mercedes a El laberinto del fauno                     |
| 2007      |                                                    | |
|           | Petra Martínez per Antonia a La soledad            | - Belén Rueda per Laura a L'orfenat - Maribel Verdú per Ángela en Siete mesas de billar francés                         |
| 2008      |                                                    | |
|           | Carme Elias per Gloria a Camino                    | - Maribel Verdú per Elena an Los girasoles ciegos - Carmen Maura per Pilar a Que parezca un accidente                   |
| 2009      |                                                    | |
|           | Lola Dueñas per Laura Valiente a Yo, también       | - Penélope Cruz per Lena a Los abrazos rotos - Soledad Villamil per Irene Menéndez Hastings a El secreto de sus ojos    |

## Dècada del 2010
| Ganyadora | Candidates                                                 | |
| 2010      | 2010                                                       | 2010                                                                                                   |
| --------- | ---------------------------------------------------------- | --- |
|           | Sonsoles Benedicto per Herminia a La vida empieza hoy      | - Elena Anaya per Alba a Habitación en Roma - Maricel Álvarez per Marambra a Biutiful                  |
| 2011      |                                                            | |
|           | María León per Pepita a La voz dormida                     | - Elena Anaya per Vera Cruz a La piel que habito - Inma Cuesta per Hortensia a La voz dormida          |
| 2012      |                                                            | |
|           | Maribel Verdú por Encarna Blancaneu                        | - Aida Folch per Mercè a El artista y la modelo - Sonia Almarcha per Sònia a Orson West                |
| 2013      |                                                            | |
|           | Susi Sánchez per La Madre a 10.000 noches en ninguna parte | - Ingrid Rubio per Estrella a La Estrella - Leticia Dolera per 5 a Violet                              |
| 2014      |                                                            | |
|           | Elena Anaya por Lupe en Todos están muertos                | - Clara Lago per Amaia a Ocho apellidos vascos - Manuela Velasco per Ángela Vidal a REC 4: Apocalipsis |
| 2015      |                                                            | |
|           | Inma Cuesta per Novia a La novia                           | - Irene Escolar per June a Un otoño sin Berlín - Natalia de Molina per Rocío a Techo y comida          |
| 2016      |                                                            | |
|           | Carmen Machi per Rosa a La puerta abierta                  | - Emma Suárez per Julieta a Julieta - Penélope Cruz per Macarena Granada a La reina de España          |
| 2017      |                                                            | |
|           | Nathalie Poza per Carla a No sé decir adiós                | - Kiti Mánver per Juan a Las heridas del viento - Penélope Cruz per Virginia Vallejo a Loving Pablo    |
| 2018      |                                                            | |
|           | Susi Sánchez per Anabel a La enfermedad del domingo        | - Penélope Cruz per Laura a Todos lo saben - Bárbara Lennie per Chiara a La enfermedad del domingo     |